# 本庄事件 (1923年)
本庄事件（ほんじょうじけん）とは、1923年（大正12年）9月4日、埼玉県児玉郡本庄町（現：本庄市）の本庄警察署において、関東大震災後の混乱のなかで発生した暴動と朝鮮人殺害事件のこと。

## 事件の経過

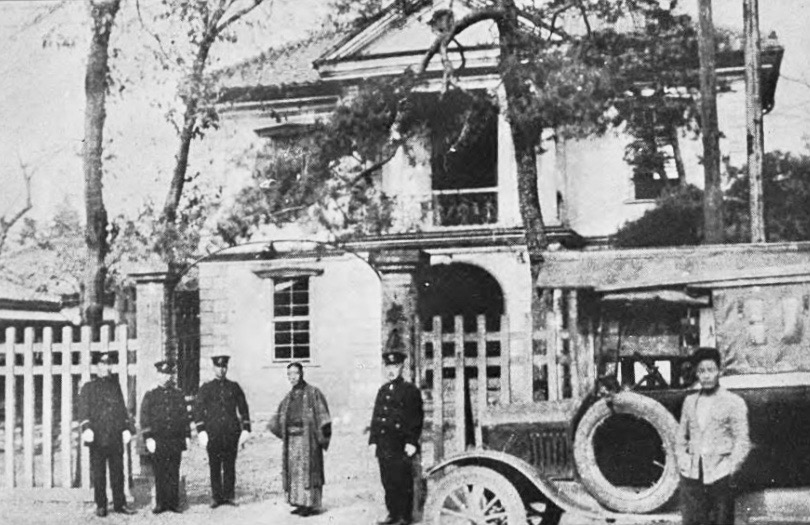
事件が起こった本庄警察署

震災後、本庄駅には東京方面からの避難民が押し寄せ、町民は町をあげて炊き出しなどの救援活動を行っていた。9月3日、避難民から「朝鮮人が放火・井戸に放毒」の流言が伝わる。さらに県の通牒により児玉郡役場から各町役場に警告が伝達され各地で自警団が組織された。3日夕刻には20名前後の朝鮮人が本庄警察署内に収容されていた。4日正午、籠原より自動車で輸送されてきた朝鮮人の集団が到着し、その後も県南から朝鮮人を輸送する自動車5台以上が到着する。
4日午後1時過ぎ、2台のトラックが15人の朝鮮人を分乗させて本庄署を出発し、群馬県へ向かったが、県境である神流川の河原で群馬県側の新町の自警団により朝鮮人の引き継ぎや通過が拒否された。同行の警官は群馬県警藤岡警察署に電話連絡して引き継ぎを依頼したがこれも拒否されたため、移送してきた朝鮮人を河原に残してトラックは本庄署へ戻った。この時、降車された朝鮮人らは賀美村の自警団に暴行を受けたが、後に賀美村役場に収容された。
その後も本庄署では数回に分けて数台のトラックに朝鮮人を分乗させ、群馬県方面への移送を試みた。夜に入って朝鮮人の移送を開始したトラック3台が再び賀美村に差しかかったが、自警団が投石するなどして通行を妨害したため、先に賀美村役場に収容されていた朝鮮人一行も同乗させて本庄署へ向けて引き返した。トラックが神保原村を通過した際に群衆がトラックを取り囲み、朝鮮人を棍棒で殴打するなどの暴行を加えて殺傷する事件が発生した（神保原事件）。
移送を中止したトラックが本庄署に戻ったところ、署の周辺に蝟集していた群衆がこれを見つけて暴徒化し、朝鮮人および警察官に襲いかかった。暴徒化した群衆は署内にも乱入し、署内で匿われていた朝鮮人らを殺傷するに至った。
翌5日にかけて死体は署内から荷馬車などで運び出され、一部は町内の火葬場に運ばれた。しかし、そこでは処理しきれなかったため、付近の野原に穴を掘って石油をかけて焼却され、遺骨は共同墓地に葬られた。
町内では無秩序状態が続き、9月6日には300人（目撃者証言）とも3000人（新聞報道）とも記録される暴徒が本庄署を取り囲み、「署長を殺せ」などと叫んで警察署を包囲した。署長は逃亡し、乱入した群衆は署内を破壊したうえ、炭俵や石油を運び込むなど焼き討ちする勢いであった。署長は着任以来、遊廓への取り締まりを厳しく行うなど、町内の有力者などから目の敵にされていたという事情に加え、最初に連行された朝鮮人をすぐに釈放したことへの批難が発端となり、震災の混乱に乗じた暴徒がこのような行動に出たと考えられる。このような状況を危惧した大沢村村長で在郷軍人会児玉連合会会長の岡本保次らは、本庄駅に停車中の列車に第9師団歩兵第7連隊が乗車しているのを知り、指揮官に事態を告げて出動を要請した結果、一個小隊とも一個中隊とも言われるが、兵士が本庄署に派遣され、同署での事態は鎮静化した。
本庄署では応援を要請し、周辺の警察署から応援の警察官が到着したうえ、戒厳令によって県内に展開していた陸軍部隊が続々と本庄町内に入った。9月7日深夜には第2師団歩兵第32連隊一個小隊、同日早朝に第14師団歩兵第15連隊一個小隊が到着し、町内の治安の回復を図った。その後、憲兵隊などからも応援が派遣されるなど、陸軍部隊が入れ替わり町内に派遣され、10月26日まで軍隊の駐屯が続いた。

## 被害者数
本庄警察署で殺された人数については、殺害に加わった当事者らの証言によると85名とされるが、東京日日新聞では79名と報じられており、浦和地方裁判所の検事正は30余名と発表している。当時の本庄町会議員の証言では署内で87名、町内で1名の計88名としており、元本庄署巡査の証言では署内で86名、町内で15〜16名としている。また、戦後に建立された慰霊碑には86名と記載されており、関東大震災六十周年朝鮮人犠牲者調査追悼事業実行委員会の調査では88名プラス不確定が14名程度となっている。

## 検挙と裁判
9月22日、軍隊の応援を得て県北部での騒擾事件の犯人が一斉に検挙された。本庄事件の検挙者は33名で、農業、露天商、鳶職、ペンキ職人、車夫、小間物商など様々な職業の人々であった。周辺の熊谷町では35名、神保原村で19名、寄居町で13名、妻沼町で14名が検挙されている。10月22日から一連の事件の裁判が浦和地方裁判所で始まり、11月26日に判決が下され、重い者で懲役2年、証拠不十分で無罪となった者もいた。
本庄事件の裁判記録による殺傷行為の部分では
当時極度に昂奮せる群衆は同署 （注：旧本庄警察署、現在の本庄市立歴史民俗資料館） 構内に殺到し来りて約三千人に達し、同夜中（注：9月4日）より翌五日午前中に亘り右鮮人に対して暴行を加え騒擾中

一、被告Aは同日四日同署構内に於て殺意の下に仕込杖を使用し、他の群衆と相協力して犯意継続の上朝鮮人三名を殺害
一、被告Bは同日殺意の下に同署構内にて鮮人を殺して了えと絶叫し長槍を使用し、他の群衆と協力して犯意を継続の上鮮人四、五名を殺害
一、被告Cは同月五目同所に於て殺意の下に金熊手を使用し、他の群衆と相協力して鮮人一名を殺害
一、被告Dは同月四日同演武場に於て殺意の下に木刀を使用し、他の群衆と相協力して犯意を継続の上鮮人三名を殺害し、尚同署事務所に居りたる鮮人一名を引出し群衆中に放出して殺害せしめ（以下略）
—浦和地方裁判所判決1923年11月26日
と記録されている。

## 慰霊など

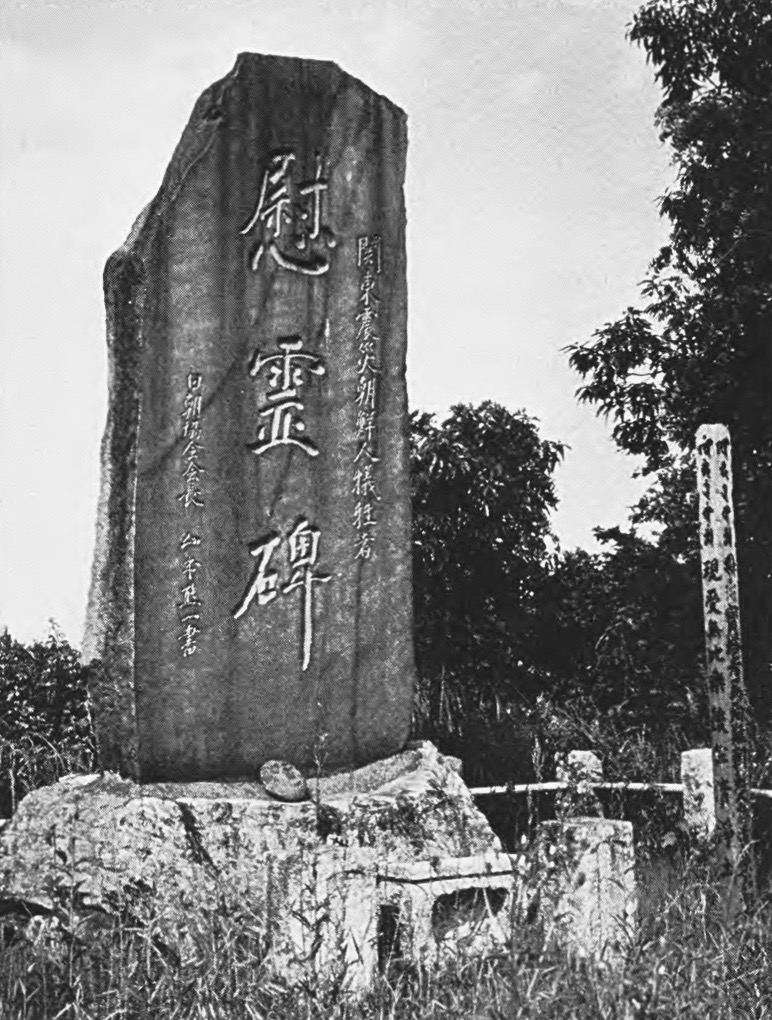
長峰共同墓地に建てられた慰霊碑

1924年（大正13年）、町内長峰共同墓地に『鮮人之碑』と題された犠牲者の慰霊碑が建てられた。これは、事件直前に警察官とともに群衆の沈静化に努めた群馬新聞本庄支局長であった馬場安吉によって、事件後に埼玉県から受けた表彰金を基に協力を呼びかけて建立されたものであった。
しかし、1959年（昭和34年）には在日朝鮮人から「鮮人」は差別的な表現ではないかとの声が上がり、本庄市の協力を得て『関東震災朝鮮人犠牲者慰霊碑』が新たに建立された。毎年9月1日に慰霊法要が行われている。

## 題材とした作品

### 小説
- 千田夏光『沈黙の風』（1987）